# بنك القلق (مسرحية)
بنك القلق  مسرحية كتبها توفيق الحكيم في عام 1966 وصدرت في كتاب عن مكتبة مصر في 232 صفحة. هي مسرحية كوميدية في شكل يجمع بين الرواية والمسرحية. يعبر فيها توفيق الحكيم عن حال المجتمع وقلقه في عصر عبد الناصر، وما تثيره السلطة من قمع وملاحقة لأى محاولة لتعبير الشعب عن قلقه، ويستعرض الحكيم فئات مختلفة من المجتمع كل منها يعبر عن قلقه.. ثم يقترح الحكيم بأن تصارح السلطة الشعب بالعقبات التي تواجهها وأن تترك الحرية للمواطنين بالتعبير عن قلقهم.

## ملخص المسرحية
تدور الأحداث حول أدهم الشاب المثقف الفنان الواقع تحت ضغوط وظروف الدولة العربية الحديثة وما يواجه من قمع معنوي وانعدام فرص العمل والفقر والحرمان وما تعرض له في السجون على كلمة قالها أو رأي أدلي به. وخرج ليواجه الإفلاس والضياع والفشل، والجوع، ولكنه لم يتخل قط عن حلمه في أن يقدم شيئا نافعا مفيدا للناس ولوطنه. أصبح أدهم يقضي معظم الليالي يتسكع في شوارع القاهرة بسبب عدم قدرته على تسديد فاتورة الكهرباء في شقته القديمة، وأثناء تجواله يلتقي بالشاب شعبان الذي كان زميله في أيام الدراسة الجامعية، ويكتشف أن شعبان أيضا يعاني من سوء الطالع وقد تم فصله من الجامعة، تماماً كما حدث أدهم، وفشل في عدة محاولات زوجيه وأصبح في نهاية الأمر شخصاً معدماً، وتقلصت آماله وطموحاته وأصبح يتمنى سيجارة وطعام يسد به جوعه. إذا يتم اللقاء على مقاعد على شط النيل ويقترح أدهم على زميل الدراسة المعدم شعبان أن يشاركه في إنشاء بنك... بنك للقلق يعالج فيه الناس قلقهم. واقترح أن يكون هو مدير البنك ويعين زميله شعبان كصراف وتصبح شقة ادهم القديمة مقرا لهذا البنك.
يحقق المشروع فشلاً ذريعاً في بدايته ولا يزور البنك في شقة أدهم أي عميل لعدة أيام، ثم تسير الأمور في الإتجاه المعاكس عندما يطرق بابهم رجل وسيم في الخامسة والخمسين من العمر يدعى «منير بك عاطف» وهو من ملاك الأراضي القدماء الذين وقع عيهم أضرار تطبيق قانون الإصلاح الزراعي الذي صدر بعد قيام حركة 23 يوليو 1952. عرض منير بك عاطف تبني مشروع البنك وعرض عليهم مرتبات كبيرة، كما قام بنقل البنك إلى موقع فاخر جديد بشقة في وسط المدينة، ونال ذلك استحسان أدهم وشعبان أو بالأحرى تسبب في ذهولهم. بدأ الشباب، في موقعهم الجديد، في استقبال عملاء البنك، كما بدأت حوارات مطولة وذات قيمة حول مصر بعد الثورة ومصر قبلها في العصر الملكي، وعن الاشتراكية والرأسمالية، والمجتمع والمواطنة، والتقدمية والرجعية وكل ما كان يشغل فكر المثقف العربي في تلك المرحلة. لكن الفكرة المبدعة هذه لم تمر على السلطات مرور الكرام، فسرعان ما وصلت إليهم المخابرات، وبدأت تتجسس على هواجس الناس وقلقها. وهكذا حوّل النظام البوليسي جهده نحو محاصرة قلق الناس، فيصبح مجرد القلق تهمة قد تدين عملاء هذا البنك، وتودي بهم إلى مصائر مروعة.

## مقتطفات من الكتاب
لم يلاحظ أحد التغير الطفيف الذي طرأً على فاطمة هانم. ولم يعر أحد التفاتا إلى التليفون الذي يطلبها الآن باستمرار في كل يوم تقريياً ! .. وفي عصر ذات يوم خرجت فاطمة وركبت سيارة أجرة أوصلتها إلى مقهى «الجميزة» على شاطئ النيل، دخلت ووقفت للحظة بالعتبة. وإذا شعبان الجالس إلى إحدى الموائد قد نهض وأشار إليها فأقبلت نحوه وجلست. وأمر لها بعصير الليمون الذي طلبته. ثم أخذ يرحب بها بعبارات ناعمة مهذبة.. كان في مكالماته التليفونية المتلاحقة يحاول إظهار اهتمامه بأمرها وصحتها ومزاجها، ثم يدس يضع كلمات متحفظة توحي بالإعجاب وهي لا تظهر له أنها فهمت. وأخيرا رجا منها أن تسمح له بلقاء على انفراد في مكان آخر غير المكتب. وصدته في أول الأمر بلطف. لكنها مع إلحاحه قبلت. لا لشئ إلا لتطلعه على ما قد يجهل من وضعها. وكان هذا اللقاء الذي اتفق عليه في هذا المقهى المنعزل.. رشفت رشفة من عصير الليمون. وتشاغلت بالنظر إلى قارب صيد يقترب من الشط، حتى لا تقابل عينها عينه التي أحست أنها مصوبة إلى وجهها وشعرها ونحرها. وتدافعت في رأسها الأفكار. وتماسكت وتحفزت كالمقبل على هجوم. ثم التفتت إليه فجأة وقالت بلهجة حاسمة: «اسمع يا استاد شعبان.. لا تحاول أن تقنعني أن شخصي وحده هو الذي يهمك. أنا لست صغيرة ولا ساذجة حتى أصدق ذلك، وأنا ما جئت هنا اليوم إلا لأوضح لك كل شئ حتى تكون على علم تام».. لقد كانت طول الأيام الماضية تقلب الأمر على وجوهه. وتسال نفسها في حيدة دقيقة عما يدفع هذا الرجل الذي يصغرها بسنوات إلى أن يهتم بها هذا الاهتّمام ويلاحقها هذه الملاحقة؟ ما من سبب في نظرها إلا اعتقاده أنها غنية. وأنها فرصة سائغة لمثله أن يتزوج امرأة ثرية، ولتكن أكبر منه سنًا. أو على الأقل إن يكن في نيته زواج أن يغريها ويبتز منها الأموال. ما من باعث غير هذا فإذا عرف الحقيقة.. إذا عرف أنها لا تملك شيئا، إلا مصروف يد، لا يعدو جنيهات قليلة.. تتقاضاه من ميرفت لحوائجها العادية، علاوة على الكسوة السنوية البسيطة التي تتكفل بها ميرفت أيضاً - وهي لا تتعدى بضعة فساتين تفصل لا على هامش فساتين مرفت العديدة عند خياطتها - إذا عرف أنها ليست أكثر من شبه مربية وحاضنة ممتازة لبنت شقيقتها وأنه ليس لها مركز في الحياة غير هذا.. إذا عرف ذلك عنها فما هو الشئ المغري فيها؟ واجهته بصراحة بكل هذه المعلومات. وأطلعته على تاريخ أسرتها المتواضعة في الريف. وأكدت له أن ما تملكه هي من نقود ربما كان أقل مما يملكه هو.. كان يصغي إلى كل هذا وهو يبتسم. ولم يحدث أي تغيير في أساريره. وظلت نظراته إليها نفس النظرات. وعندما أرادت أن تنهض وتنصرف بعد أن ألقت إليه بكل ما عندها استبقاها. وتوسل إليها 

## بنك القلق في الإذاعة والتلفزيون

قدمت الإذاعة المصرية «بنك القلق» في شكل تمثيلية إذاعية على مدى 110 دقيقة أعدها عبد القادر التلمساني وأخرجها أنور عبد العزيز وقامت ببطولتها صلاح منصور، أبو بكر عزت، عبد المنعم إبراهيم وإنعام الجريتلي. ثم قدمها التلفزيون المصري عام 1972 في مسلسل من 14 حلقة، مدة كل حلقة 30 دقيقة، من إخراج عبد القادر التلمساني وبطولة محمود المليجي، سناء جميل، محمود مرسي، عبد المنعم إبراهيم، أبو بكر عزت.

## نقد وتعليقات
كتب إيهاب الملاح على موقع صحيفة الشروق في 11 أكتوبر 2019: «يدير الحكيم ببراعة صراعًا دراميا يتسم بالتناقض في كل شئ! من خلال حوار ذكى لماح، بين نظرتين مختلفتين للمرأة والمجتمع والفرد والعلاقة التي تربط بينهم جميعًا. في» بنك القلق«، جمع الحكيم جماليا، بين الشكل المسرحي والشكل الروائي في عمل واحد نحت له مصطلح» مسرواية«، قدمها كنموذج للبحث عن قوالب جديدة يصب فيها فنه، وليخوض أرضا بكرا، ويقدم إسهاماته التجريبية بروح شابة، وإرادة لا تلين، رغم اقترابه من السبعين آنذاك.»
كتبت هديل الشيخ على موقع «موضوع» في 17 فبراير 2022: «احتوت هذه المسرحية على العديد من الأفكار السياسية، لذا كان لا بد من أخذ موافقة الدولة على نشرها، فقال جمال عبد الناصر، بعد قراءة نص المسرحية:» لا أستطيع أن أتصور أن توفيق الحكيم الذي نقد العصر الملكي في يوميات نائب في الأرياف  لا يستطيع نقد العصر الثوري مهما كان الثمن«، وقد أثارت جدلًا واسعًا في البلاد، وكتبت عنها العديد من الصحف المصرية مثل صحيفة الأهرام.»
كتب موقع عنب بلدي: «لشدة براعة الحكيم في خلق مسرح ذهني محكم الإتقان، يترك القارئ أمام نهاية تورثه رصيدًا مفتوحًا من القلق على مصير الشخصيات. وكما تتورط شخصيات المسرحية بأحداث غريبة، يتورط قارئ» بنك القلق«وكأنه أصبح بالفعل زبونًا يشارك برصيده الشخصي، في» ثروة«أمة كاملة قلقة على مستقبله.»
كتب محمد إسماعيل على موقع صحيفة الإمارات اليوم في 3 مايو 2017: «لا يبرز تفرّد الأديب الراحل توفيق الحكيم في» بنك القلق«من مجرد مزجه بين شكلين فنيين في عمل واحد، بل في الجرأة، وتصديه لمعالجة الكثير من الأمور، وانتقادها، حتى وصل الأمر إلى استفتاء الرئيس الراحل جمال عبد الناصر في نشر العمل أم حظره. يشاغب» بنك القلق«منذ عنوانه المثير للفضول، والذي يدفع القارئ إلى مدخرات ذلك البنك وعملائه وكيف ولدت الفكرة العبثية في تلك الفترة الحساسة. يخصص توفيق الحكيم (1898 – 1987) في» بنك القلق«فصلاً للسرد وآخر للحوار، ليصنف من شاء العمل على أنه رواية مسرحية، تحمل قدراً كبيراً من النقد اللاذع للسلطة، وكذلك للمجتمع، والعقول التي تأبى التغيير.»
كتب أمير شاهين على موقع «آي ريد» في 18 فبراير 2021: «تقع هذه المسرحية تحت تصنيف الأعمال الساخرة والكوميدية من مؤلفات توفيق الحكيم، حيث يستخدم فيه الأديب توفيق الحكيم طريقته في الكتابة لإمتاع القراء، ولكنها أيضا تقوم بعرض جميع أنواع القلق التي يعاني منها المجتمع، مشيراً أيضاً إلي العديد من مشاكل الشباب في هذا الزمن»، وصنف موقع «آي ريد» مسرحية «بنك القلق» كواحدة من أفضل 6 أعمال لتوفيق الحكيم.

## وصلات خارجية
https://shaqhaf.com/book93743.html بنك القلق (مسرحية)
https://libraries.najah.edu/book/7634/ نسخة محفوظة 13 سبتمبر 2022 على موقع واي باك مشين. بنك القلق (مسرحية)
https://www.goodreads.com/ar/book/show/5985367 بنك القلق (مسرحية)
https://www.youtube.com/watch?v=XGW_km2ZGbw بنك القلق (مسرحية)
https://www.youtube.com/watch?v=BO5lw6wWxcw بنك القلق (مسرحية)
https://www.youtube.com/watch?v=xAF0H5xGFxA بنك القلق (مسرحية)
https://www.youtube.com/watch?v=t-_YoECXx4Q بنك القلق (مسرحية)
https://www.youtube.com/watch?v=MYDOXzMZzBw بنك القلق (مسرحية)
https://www.youtube.com/watch?v=a2Rkhg4cIgQ بنك القلق (مسرحية)
https://www.youtube.com/watch?v=VKqoF4TF-hY بنك القلق (مسرحية)
https://www.youtube.com/watch?v=1Q2KYUl6KJw بنك القلق (مسرحية)